# Nuevo Chagres
Nuevo Chagres es un corregimiento y ciudad cabecera del distrito de Chagres en la provincia de Colón, República de Panamá. La ciudad tiene 499 habitantes (2010).
La ciudad debe su nombre al asentamiento histórico de Chagres, que se ubica a unos 13,2 km al noroeste, en la desembocadura del río Chagres. Aunque Chagres estaba fuera del límite original de la Zona del Canal de Panamá, ese límite se amplió en 1916 para incluir la desembocadura del río Chagres. El pueblo de Chagres, que tenía 96 casas y de 400 a 500 habitantes, se convirtió en un despoblado, y sus antiguos residentes fueron reubicados en Nuevo Chagres.